# Andrew Douglas (squash)
Pour les articles homonymes, voir Douglas.
Andew Douglas, né le 12 août 1998 à Brooklyn, est un joueur professionnel de squash représentant les États-Unis. Il atteint le 48e rang mondial en janvier 2024, son meilleur classement. Il est champion des États-Unis en 2023. Il se retire du circuit professionnel en 2024.

## Biographie
Il commence à jouer au squash à l'âge de 6 ans, initié par son père qui a grandi en jouant au squash outre-mer en Angleterre et aux Pays-Bas. Il remporte son premier titre national junior à dix-sept ans, qu'il enchaîne avec le titre US Junior Open plus tard cette année là. Andrew Douglas s'est fait un nom sur la scène internationale lors du British Junior Open 2017, où il bat la tête de série no 1 pour atteindre les quarts de finale en tant que joueur non tête de série. En 2017, Andew Douglas remporte son deuxième titre national junior consécutif et, le même mois, réussit à atteindre la finale du tournoi senior avec une demi-finale surprise contre le triple champion Todd Harrity. Il atteint de nouveau la finale en 2018 mais doit attendre 2023 pour être champion en battant Spencer Lovejoy.

## Palmarès

### Titres
- Championnats des États-Unis : 2023[3]

### Finales
- Championnats des États-Unis : 2 finales (2017, 2018)